# 野田宇太郎
野田 宇太郎（のだ うたろう、1909年（明治42年）10月28日 - 1984年（昭和59年）7月20日）は、日本の詩人、文芸評論家、文芸誌編集長。三島由紀夫や幸田文を世に送り出した人物である。

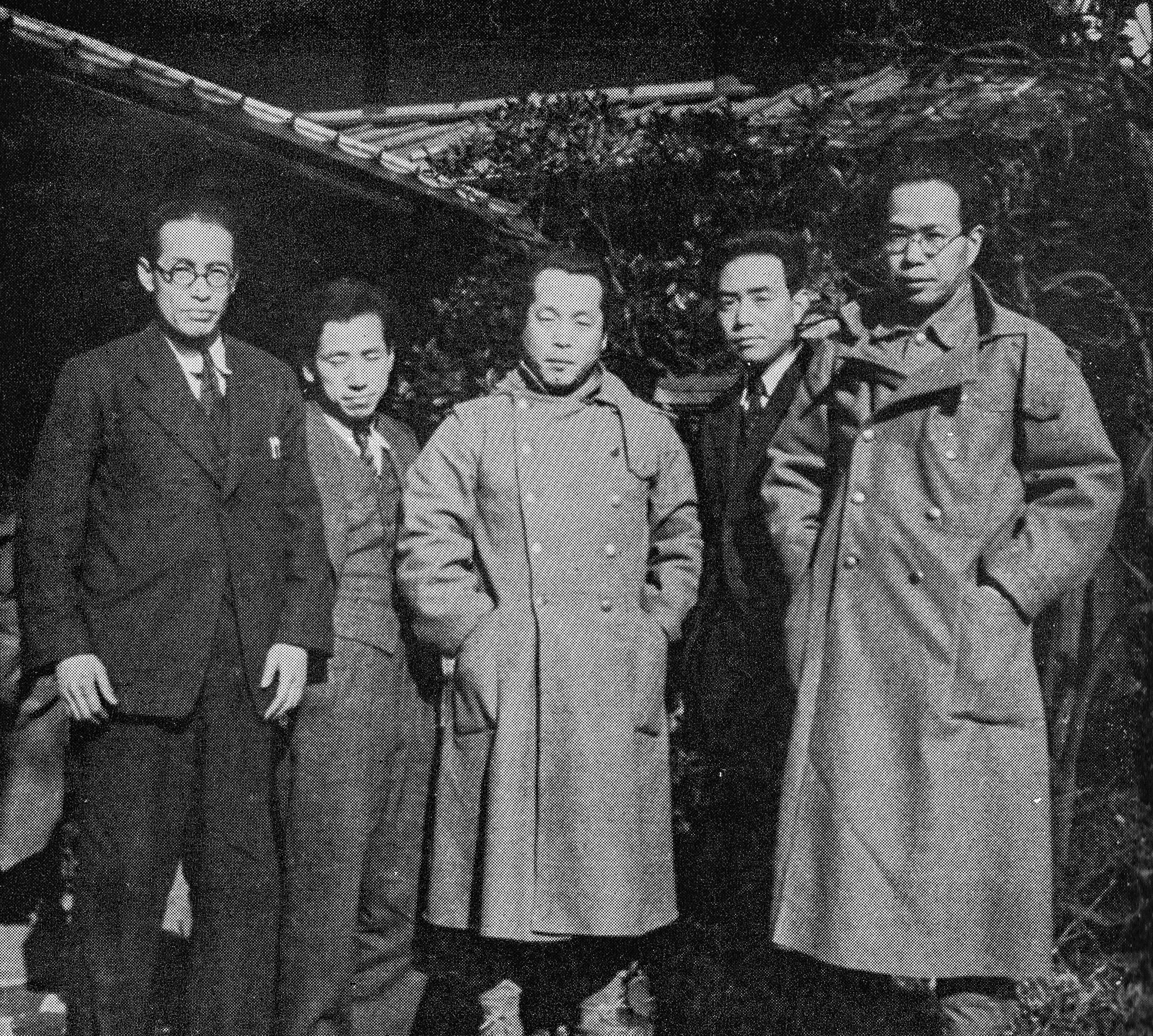
左から、栗田賢三,小林勇,火野葦平,野田宇太郎,三木清 (1942年)

福岡県三井郡立石村（現小郡市）出身。朝倉中学卒業後、第一早稲田高等学院英文科に入学するが、病気により中退。1930年（昭和5年）、久留米市で同人誌『街路樹』に参加して詩作を開始する。1933年（昭和8年）、詩集『北の部屋』を出版。1936年（昭和11年）、安西均や丸山豊らと同人誌『糧』を創刊。1940年（昭和15年）に上京し、小山書店に入社。その後第一書房、河出書房を経て、1944年（昭和19年）文芸誌『文藝』の編集長を務めた後、東京出版に入社。衆議院議員の羽田武嗣郎（羽田孜の父）と交友があり、彼が創業した羽田書店の顧問も務めた。
1951年（昭和26年）、日本読書新聞に『新東京文学散歩』を連載、その単行本はベストセラーとなり「文学散歩」のジャンルを確立した。1975年（昭和50年）には『日本耽美派文学の誕生』で芸術選奨文部大臣賞を受賞。その後は博物館明治村の常務理事を務め、1977年（昭和52年）には明治村賞と紫綬褒章を受賞。1978年（昭和53年）には中西悟堂らと同人誌『連峰』を創刊。
1984年（昭和59年）7月20日、心筋梗塞のため国立療養所村山病院（現・国立病院機構村山医療センター）で死去。戒名は新帰寂文学院散歩居士。墓所は相模原市青柳寺。小郡市松崎にも分骨墓がある。
出身地の小郡市には、野田宇太郎文学資料館がある（小郡市立図書館内）。1985年（昭和60年）、小郡の旧居跡に野田宇太郎詩碑が建立された。

## 著書
- 『北の部屋』金文堂書店、1933年
- 『詩集  音楽  ボアイエルのクラブ』1935年
- 『旅愁』大沢築地書店、1942年
- 『感情  自選詩集』目黒書店、1946年
- 『すみれうた  詩集』新紀元社、1946年
- 『少年使節  天正遣欧使節旅行記』桐書房、1949年
- 『パンの会』六興出版社、1949年
  - 『日本耽美派の誕生  パンの会  増補改定版』河出書房、1951年
  - 『パンの会  日本耽美派の誕生』三笠文庫 1955年
- 『新東京文学散歩』日本読書新聞、1951年、のち角川文庫
- 『九州文学散歩』創元社、1953年、のち角川文庫
- 『青春の季節』河出新書、1953年
- 『東京文学散歩の手帖』的場書房、1954年
- 『黄昏に』長谷川書房、1954年
- 『きしのあかしや  木下杢太郎文学案内』学風書院、1955年
- 『湘南伊豆文学散歩』英宝社、1955年
- 『六人の作家未亡人』新潮社、1956年
- 『関西文学散歩』小山書店新社、1957年
- 『四国文学散歩 愛媛』小山書店新社、1958年
- 『灰の季節』修道社、1958年
- 『文学のふるさと』国土社、1959年
- 『定本文学散歩全集』全13巻、雪華社、1960–63年
- 『瓦斯灯文芸考』東峰書院、1961年
- 『日本の文学都市』文林書房、1961年、のち角川写真文庫
- 『日本近代詩事典』青蛙房、1961年
- 『東海文学散歩』第1–2巻、日研出版、1964–65年
- 『夜の蜩  野田宇太郎全詩集』審美社、1966年
- 『日本文学の旅』全12巻 人物往来社、1967–68年
- 『文学の故郷』大和書房、1967年
- 『詩人と詩集  日本の近代詩史』南北社、1967年、沖積舎、1995年
- 『日本の旅路』雪華社、1968年
- 『信濃路文学散歩』雪華社、1968年
- 『掌篇文学散歩 東京篇』毎日新聞社、1970年
- 『羅馬の虹  天正使節の旅を南欧に拾ふ』芽起庵、1970年
- 『混沌の季節 — 被占領下の記録』大東出版社、1971年
- 『明治村物語』国土社、1971年
- 『ヨーロッパ文学の旅』毎日新聞社、1971年
- 『石川啄木の世界』平凡社、1973年
- 『詩歌風土記』中央公論社、1973年
- 『日本耽美派文学の誕生』河出書房新社、1975年
- 『昏れゆくギリシァ  野田宇太郎詩集』潮流社、1976年
- 『桐後亭日録  灰の季節と混沌の季節』ぺりかん社、1978年
- 『風景と文学』文一総合出版、1979年
- 『木下杢太郎の生涯と芸術』平凡社、1980年
- 『公孫樹下にたちて  薄田泣菫評伝』永田書房、1981年
- 『天皇陛下に願ひ奉る　文芸評論集』永田書房、1981年
- 『雑書遍歴』日本古書通信社（上下）、1982年。限定豆本
- 『定本野田宇太郎全詩集』蒼土舎、1982年

没後刊行
- 『野田宇太郎文学散歩』全24巻別巻2、文一総合出版、1977–85年
- 『東京ハイカラ散歩』角川春樹事務所・ランティエ叢書、1998年
- 『新東京文学散歩』（1・2）、講談社文芸文庫、2015年

## 論文
- 国立情報学研究所収録論文 国立情報学研究所

- 野田宇太郎 (1955), “木下杢太郎とその兄姉 : 太田圓三に就て”, 成城文藝 (成城大学) 4:  19-28